# 半月板
半月板（はんげつばん、Meniscus）は、ヒトの膝関節の間にあってクッションとなり、膝の円滑な運動を助ける働きをする軟骨組織である。

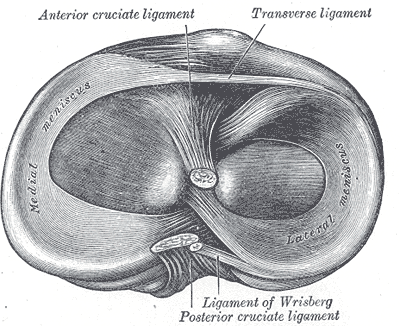
半月板の位置
左右の半月板と腱が合わさって、横になった8の字のように描かれている。中央下に後十字靱帯が、ほぼ中央に前十字靱帯が見える。（右膝脛骨上部を上から見た図、図の上方向が膝の前方、図の左が膝の内側方向）

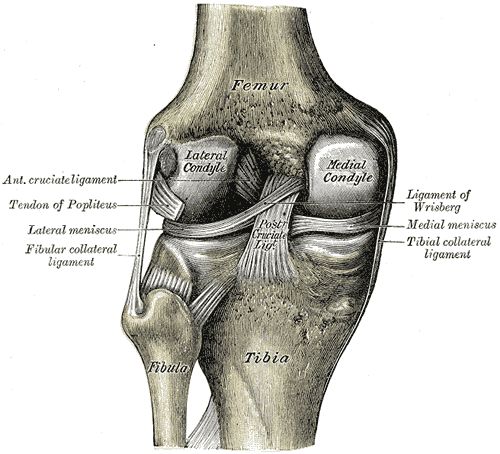
膝関節の構造 femur: 大腿骨
internal condyle: 内顆
medial condyle: 内側顆
Postr Cruciate Ligt: 後十字靱帯
Ant. cruciate ligament: 前十字靱帯
Tendon of Popliteus: 膝窩筋腱
fibular collateral ligament: 外側側副靱帯
tibial collateral ligament: 内側側副靱帯
Ligament of Wrisberg リスバーグ靱帯
Medial meniscus: 内側半月
tibia: 脛骨 fibula: 腓骨

膝関節の左右に半円形ずつ1対の三日月状の板が合わせて円環状に位置しており、それぞれ「外側半月板」と「内側半月板」と呼ばれる。これら2つの半月板の間を「前十字靱帯」（ぜんじゅうじじんたい）と「後十字靱帯」が分断して、上の大腿骨（だいたいこつ）と下の脛骨（けいこつ）とをつないでいる。半月板の上面は大腿骨の（関節軟骨面の）球状の面にほぼ沿っており、下面は脛骨の（軟骨面の）平らな形状に沿っているため、周囲は厚く関節内側が薄くなっている。
2枚の半月板は左右で形が異なり、体の内側の方が大きく外側は小さい。膝の屈伸に応じて半月板も動き、内側半月板が6mm程度、外側半月板は12mm程度前後に移動する。周囲が関節包に繋がっており周囲側の分厚い部分3分の1弱は完全な軟骨組織でなく、そこから入った血管も部分的に走っているが、関節内側の半月板が薄くなっている部分には血管がない。この部分は同じく血管がない関節軟骨と同様に、栄養は関節液より得ているが、自己治癒能力はほとんど無く、過度な加重などによる断裂時には自然に再生することは望めない。
半月板はスポーツ選手が傷めることが多く、病傷名は半月板損傷と称す。